# Norwood Young America
Norwood Young America è una città degli Stati Uniti d'America, situata in Minnesota, nella Contea di Carver.